# Gli zoccoli d'oro
Gli zoccoli d'oro (in arabo صفايح ذهب‎?, Ṣafāʾiḥ min dhahab; in francese Les Sabots en or) è un film del 1989 scritto e diretto da Nouri Bouzid.

## Trama
L'intellettuale quarantacinquenne Youssef, oppositore di sinistra del regime, viene rilasciato dopo molti anni di detenzione, profondamente segnato dalle torture subite. Tornato a casa, scopre che la moglie, Fatma, che in gioventù aveva lasciato per la borghese ed emancipata Zineb, è morta, mentre i suoi tre figli, il cui maggiore aspira solo a emigrare in Francia per studiare medicina, lo considerano alla stregua di un estraneo. Nella notte dell'ʿāšūrāʾ, Youssef vaga senza meta tra luoghi e ricordi del suo passato, politico e personale, mentre gli entusiasmi ideologici che avevano animato la gioventù tunisina negli anni sessanta appaiono sconfitti su tutta la linea, soppiantati da un montante integralismo islamico rappresentato dal fratello di Youssef, Abdullah. Anche Zineb lo delude, dimostrandosi un'opportunista. L'unico ad essere rimasto com'era è il vecchio tessitore Sghaier, suo ex compagno di leva, che guarda ancora a Youssef come una guida. Tuttavia, egli è ormai completamente disilluso: «politica e religione non ammettono dubbi, e io invece voglio dubitare e voglio sognare», dirà a se stesso in una scena. La visione di un magnifico cavallo bianco che il fratello sta conducendo al mattatoio lo spingerà infine al suicidio.

## Distribuzione
Il film è stato presentato in anteprima il 15 maggio 1989 al 42º Festival di Cannes, nella sezione Un Certain Regard. Lo stesso anno, alla sua uscita nelle sale cinematografiche tunisine, il film è stato oggetto di censura da parte delle autorità, che hanno tagliato tutte le scene di tortura.